# Patrick Grundy
Patrick Michael Grundy (Yarmouth, 16 novembre 1917 – 1959) è stato un matematico inglese.
Noto principalmente per il teorema di Sprague-Grundy, scoperto indipendentemente dai due autori, con cui nel 1939 introdusse il concetto di numero di Grundy, dimostrando che ogni gioco imparziale, sotto le normali condizioni di gioco, è equivalente ad un numero di Grundy.
Nel 1936 entrò nel Clare College di Cambridge, dove si distinse nei Mathematical Tripos. Nel 1939 divenne studente ricercatore a Cambridge di geometria algebrica, pubblicando alcuni lavori sulla teoria dei moduli e sui domini d'integrità. Nel 1942 venne ammesso alla London Mathematical Society, di cui l'anno seguente diverrà "Assistant Lectureur" di matematica all'Università di Hull, posto che lascerà l'anno seguente a causa della guerra, e inizierà il Ph.D. a Cambridge.

## Premi
- 1941 - Smith's Prize per il saggio "On the Theory of R-Modules".